# Мельник Віктор Іванович (поет)
Ме́льник Ві́ктор Іва́нович (нар.5 жовтня 1958; Краснопілка Уманського району Черкаської області) — український поет, прозаїк, перекладач, літературний критик. Член Національної спілки письменників України (1996), Асоціації українських письменників (1997).

## Біографія
Народився 5 жовтня 1958 р. у селі Краснопілка Уманського району на Черкащині. 1968 р. разом з матір'ю переїхав до с. Шарин, а 1969 р. до с. Ладижинка того ж району, де 1975 р. закінчив десятирічку. Відтак поїхав до Вінниці, де вступив на радіотехнічний факультет політехнічного інституту. Після першого курсу залишив навчання і вступив на відділення української мови і літератури філологічного факультету Вінницького педагогічного інституту.
У 1978—1980 рр. проходив військову службу в залізничних військах — спершу неподалік від м. Горького (теперішнього Ніжнього Новгорода, РФ), потім на Далекому Сході, в м. Свободний Амурської області. Під час служби активно співробітничав з редакцією багатотиражної газети військової бригади «Солдатская доблесть», друкувався в газеті Далекосхідного військового округу «Суворовский натиск». З червня по грудень 1980 р. після звільнення з армійської служби працював на Колимі в Магаданській області в геологорозвідувальній експедиції радіометристом, трактористом, помічником бурового майстра.
З початку 1981 року повернувся до Вінниці, працював у Коло-Михайлівській восьмирічній школі, Вінницькому районному будинку піонерів, редакції газети «Колгоспна зоря», редактором в обласній науковій бібліотеці ім. Тімірязєва, на радіоламповому заводі.
У 1984 році закінчив навчання в педагогічному інституті. У 1986—1992 та 1994—1998 рр. працював кореспондентом обласної газети «Комсомольське плем'я» (згодом «Панорама») та в ін. регіональних і центральних газетах, таких як: «Вінницька газета» (1993—1994), «Вінницькі відомості» (1997—2003), «День» (1999). Співзасновник і редактор літературно-художнього журналу «Згар» (2000—2003). У 2004—2010 рр. — власний кореспондент газети «Україна молода» у Вінницькій області. У 2012 р. — заступник редактора газети «Українська доля», прес-секретар Дніпровського екологічного прокурора, старший науковий співробітник Книжкової палати України ім. Федорова. У 2014 р. — старший науковий співробітник Вінницького обласного художнього музею. У 2015 р. — заступник головного редактора газети «Літературна Україна». У 2016 р. — редактор Радіокомпанії «Місто над Бугом». З грудня 2014 р. — секретар Національної спілки письменників України з регіональної політики, з вересня 2016 р. по листопад 2018 р. — перший заступник голови Національної спілки письменників України, з листопада 2018 р. — секретар Національної спілки письменників України.

## Літературна діяльність
Перші вірші були надруковані 1975 року в газеті «Уманська зоря». Публікувався в періодиці, написавши майже чотири сотні тільки літературно-критичних статей, рецензій, передмов. Автор і упорядник понад трьох десятків книжок і кількох перевидань.Поетичні збірки: «Просто вірші» (1991), «Вишуки» (1992, 2008), «Вибрані ночі» (1999, 2006), «Ескізи на воді» (2011), «Трильярди сонетів» (2011); «Будиночок з вікнами в ліс» (2018), «На тисячах дзеркал. Вибрана лірика» (2018), «Під Вітошею. Поезії. Переклади» (2019), «И все-таки еще во что-то верить» (2020), «Зустріч на перехресній станції» (2020, спільно з О. Єрмолаєвим, О. Коваленком, В. Лазаренком, М. Пасічником), "Серед суєти" (2023); книги віршованих літературних пародій «Кнопки для крісел» (1994) та «Браття во хвості» (1997); детективний роман «Двійник невідомого контрабандиста» (2005); історико-літературні книжки «Тор Ланге. Життя і творчість» (2001), «І звук моїх поез ущухне в далині»: кілька фрагментів історії літератури" (2021); літературно-критичні книжки: «Віддзеркалення» (2006), «Рефлекси» (2009), «Відближення» (2010),; документальні, публіцистичні та есеїстичні книжки: «Долі в інтер'єрі історії» (2006), «В пам'яті авторучки» (2007), «Тридцять кримінальних історій» (2007), «П'ятдесят кримінальних історій» (2008), «Мешканці вибуху»(2010), «Силуети на кольоровому тлі» (2011), «Літературними стежками Поділля» (2014), «Книга розмов. Письменницькі інтерв'ю» (2021), "Вибране з неопублікованого" (2023).
|                                                                                | Пишу просто відгук на книжку, яка називається «Просто вірші». Хоч, зізнатися, і виникає деякий сумнів, чи й надрукують. Бо що таке нині лірика, тим більше – просто вірші, якщо не вистачає ковбаси, бензину та багато дечого іншого. У попередні роки газети, як не парадоксально, друкували багато поезії. Щоправда, значною мірою – календарної, тріскучої, фальшивої. «Барабани епохи»! Але ж і проростали крізь газетні бетонні шпальти справжні ліричні травини. Нині ж по-діловому заклопотані газетярі вправно виполюють і їх, як непотрібний бур'ян, не розуміючи, що, скажімо, тому, можливо, у Франції вдосталь ковбаси, що там виходить понад півтори тисячі літературних журналів, в той час, як у подібній територією і кількістю населення Україні їх ледве нашкребеться до двох десятків. Писати тепер, в умовах спотвореного ринку, вірші та ще й намагатися видати їх окремою збіркою, – значить, бути абсолютним Дон-Кіхотом. Але, як це не дивно, саме дон-кіхоти зберегли краєвидам та людським замилуваним поглядам вітряки, проти яких вони нібито активно боролися. Порівняно молодому ще вінничанину Вікторові Мельнику вдалося вберегти свого поетичного вітряка, який нещодавно залопотів на захмарених фізичною і моральною розрухою обріях ніжними і сумотливими крильми |
| — Анатолій Бортняк з рецензії на першу книгу В. Мельника «Просто вірші» (1991) | |

Упорядник книг: Микола Трублаїні. «Великим сибірським шляхом. Вибрані публікації 20-х років» (2000), Тор Ланге. «Під небом Еллади» (2000), Лариса Гринюк. «Многоцветье. Стихи» (2012, спільно з Л. Понз), Юрко Гринюк. «У кровавому танку. Вибране» (2016), Петро Крижанівський. «У Чорнокуті. Новели» (2011, друге видання (доповнене) 2017), Валер'ян Тарноградський. «Вкраїно, мати дорога… Вибрані поезії» (2018), Тор Ланге. «Из путешествий по Юго-Востоку. Путевые очерки» (2020), Юрій Бондаренко. «Останній танк. Повісті, оповідання, нариси» (2022), Болеслав Буяльський. "Статті. Спогади" (2024).
Автор перекладів з англійської, німецької, шведської, данської, чеської, польської, латиської, болгарської, грузинської, білоруської, російської, сербської, словенської, хорватської, румунської, іспанської мов. Окремими виданнями у його перекладі вийшли: з англійської — книга Джона Фаулза «Арістос» (2003), з білоруської — збірка сонетів Фьодара Ястраба «Мозаїка буття» (2013), з болгарської — книга Валері Петрова «П'ять казок» (2021), збірки поезій «Сезони душі» (2014) та афористики «Голки вві сні» (2017, спільно з М. Мартинюком) Анжели Димчевої, збірки поезій Бойки Драгомірецької Animal Planet (2014) та «Читання піску» (2017, спільно з М. Мартинюком), Любомира Левчева «Повільний марш» (2019), Івайла Балабанова «Час для любові» (2020), Хайрі Хамдана «Одного життя недосить» (2020), Захарі Іванова «Крізь вічко замка» (2020), Бояна Ангелова «Мілини світанку» (2021), Ради Добріянової "Формула серця (2021), Николи Герджикова "Життєпис" (2023), детективний роман для дітей Юлії Спиридонової "Кристьо, приватний детектив. В Нижній землі" (2023), з чеської — збірка поезій Броніслави Волкової «Неприналежність» (2014), з польської — збірки поезій Марека Вавжинського «На маргінесах» (2015), Божени Боби-Диги «завтра сьогодні вчора» (2017, спільно з К. Девдерою, М. Мартинюком, Ю. Починок), Міхала Заблоцького «Яновська» (2021), Гаррі Дуди "Na oczach świata / У світу на очах" (2022, білінгва), поетична драма Юліуша Словацького "Кордіан" (2024), з російської — збірка поезій Валерія Латиніна «Сповідь побічного сина» (2014), з хорватської — збірка поезій Діани Буразер «Час, який нам залишається» (2015), з латиської — збірка поезій Мари Заліте «Дума про сонце» (2021), повість Яниса Акуратерса "Літо юного наймита" (2023). Поезії перекладались на англійську, арабську, турецьку, іспанську, болгарську, польську, грузинську, чеську, російську, хорватську, македонську мови. 2013 р. в Болгарії у перекладі на болгарську вийшла книжка «Ескізи на воді» («Ескизи върху водата»).

## Нагороди і почесні звання
Лауреат Подільської літературно-мистецької премії «Кришталева вишня» (1995), Всеукраїнської літературно-мистецької премії імені Степана Руданського (1998), ім. Михайла Коцюбинського (2006), івано-франківської літературної премії ім. Ярослава Дорошенка (2013) за книгу «Трильярди сонетів». Нагороджений «Золотою медаллю української журналістики» Національної спілки журналістів України (2010). Диплом і медаль М. Ю. Лермонтова «За подвижницьку перекладацьку діяльність і популяризацію слов'янської поезії» правління Московської міської організації Спілки письменників Росії (2015). Всеукраїнська літературно-мистецька премія імені Євгена Гуцала (2016). Літературна премія імені Павла Тичини 2018 р. за збірку «Будиночок з вікнами в ліс». Літературно-мистецька премія імені Володимира Забаштанського (2020). Літературна премія в галузі художнього перекладу імені Миколи Терещенка за переклад книжки Івайла Балабанова «Час для любові» (2020). Грамота Верховної Ради України (2020).
Переклад на українську книги Джона Фаулза «Арістос» (2003) став «Книжкою року» України в номінації «Софія» (Сучасна філософія та гуманітаристика).
Поетична збірка «Трильярди сонетів» (2011) включена до «Книги рекордів України» за «унікальну експериментальну спробу розширити до універсалізму традиційний поетичний арсенал класичної форми сонета».
Ця збірка складається з чотирнадцяти сонетів із єдиною системою римування. Особливістю цих творів є взаємозамінність рядків: кожен із них у будь-якому сонеті можна поставити на відповідне місце будь-якого з інших тринадцяти сонетів. Таким чином число комбінацій — усіх можливих сонетів, складених завдяки таким перестановкам, становить 11 112 006 825 558 016 — понад 11,1 квадрильйона. Свого часу, у 1961 році, французький поет Ремон Кено опублікував книжку «Сто тисяч мільярдів поезій», написану за таким самим принципом. Число можливих комбінацій творів у ній становить понад сто трильйонів.
Сам Віктор Мельник так висловився про свою книжку «Трильярди сонетів»:

| Пишучи чотирнадцять «первинних» текстів, я не прагнув дати українське наслідування «Ста тисяч…», а скористався їхньою формою так, як ми користуємося класичними поетичними формами (октавою, сонетом, вінком сонетів etc), поставивши перед собою інші завдання, продиктовані ментальною стилістикою сьогодення; а крім того, не мав на меті використовувати комбінаторні можливості в крайніх виявах. Кожний із чотирнадцяти сонетів книжки є самостійним цілісним твором, і читачі-традиціоналісти можуть обмежитися прочитанням тільки їх. Однак всі вони – складники єдиної картини світу, тому не лише взаємно перегукуються, але й накладаються та взаємно проникають один в один. Кожний, залишаючись у заданих тематичних рамках, здатний вбирати в себе один, два, три і більше рядків із паралельних текстів, заміщуючи ними «свої», а це дозволяє в межах одного й того ж твору різко зміщувати акценти та ракурси, актуалізувати несподівані асоціації тощо. Такий алґоритм прочитання віддзеркалює світобачення сучасної «людини інформаційної» – часто фраґментарне, колажоподібне, внутрішньо суперечливе[18]. |